# Петар Станић
Петар Станић (Панчево, 14. август 2001) српски је фудбалер који тренутно наступа за ТСЦ из Бачке Тополе.

## Каријера
Станић је фудбал тренирао у локалној „Арени”. Касније је прошао млађе категорије ОФК Београда а потом је с панчевачким Динамом наступао у Омладинској лиги Србије. У том клубу је касније заиграо и сениорски фудбал те га је током сезоне 2019/20. као капитен предводио у Српској лиги Војводине. Током исте је био стрелац четири поготка на четрнаест сусрета у том такмичењу, пре него што је прекинуто услед пандемије ковида 19.
Играо је затим за панчевачки Железничар где је током сезоне 2020/21. у Првој лиги Србије одиграо 29 утакмица на којима је постигао пет голова. Дана 3. јула 2021. године потписао је петогодишњи уговор са Црвеном звездом. За Црвену звезду је дебитовао 29. августа 2021. године као замена у победи против Чукаричког у гостима резултатом 1:2. За такмичарску 2022/23. прослеђен је на позајмицу у Спартак из Суботице. У јуну 2023. године потписао је уговор са екипом ТСЦ из Бачке Тополе. Постигао је први погодак за тај клуб у групној фази Лиге Европе, на гостовању Вест Хем јунајтеду.

## Статистика

### Клупска
Ажурирано 18. октобар 2023.
|                              |          |                       |    |    |   |   |   |   |   |   |     |    |  |  |
| Динамо Панчево               | 2018/19. | Српска лига Војводина | 1  | 0  | — | — | — | — | — | — | 1   | 0  |  |  |
| Динамо Панчево               | 2019/20. | Српска лига Војводина | 14 | 4  | — | — | — | — | — | — | 14  | 4  |  |  |
| Динамо Панчево               | Укупно   | Укупно                | 15 | 4  | — | — | — | — | — | — | 15  | 4  |  |  |
|                              |          |                       |    |    |   |   |   |   |   |   |     |    |  |  |
| Железничар Панчево           | 2020/21. | Прва лига Србије      | 29 | 5  | — | — | — | — | — | — | 29  | 5  |  |  |
|                              |          |                       |    |    |   |   |   |   |   |   |     |    |  |  |
| Црвена звезда                | 2021/22. | Суперлига Србије      | 13 | 0  | 2 | 1 | 1 | 0 | — | — | 16  | 1  |  |  |
| Црвена звезда                | 2022/23. | Суперлига Србије      | 0  | 0  | — | — | — | — | — | — | 0   | 0  |  |  |
| Црвена звезда                | Укупно   | Укупно                | 13 | 0  | 2 | 1 | 1 | 0 | — | — | 16  | 1  |  |  |
|                              |          |                       |    |    |   |   |   |   |   |   |     |    |  |  |
| Спартак Суботица (позајмица) | 2022/23. | Суперлига Србије      | 30 | 3  | 1 | 0 | — | — | — | — | 31  | 3  |  |  |
|                              |          |                       |    |    |   |   |   |   |   |   |     |    |  |  |
| ТСЦ Бачка Топола             | 2023/24. | Суперлига Србије      | 9  | 2  | 1 | 0 | 4 | 1 | — | — | 14  | 3  |  |  |
|                              |          |                       |    |    |   |   |   |   |   |   |     |    |  |  |
| Каријера                     | Каријера | Каријера              | 96 | 14 | 4 | 1 | 5 | 1 | — | — | 105 | 16 |  |  |
|                              |          |                       |    |    |   |   |   |   |   |   |     |    |  |  |

### Утакмице у дресу репрезентације
| Репрезентација Србије у узрасту до 21 године старости | Репрезентација Србије у узрасту до 21 године старости | Репрезентација Србије у узрасту до 21 године старости | Репрезентација Србије у узрасту до 21 године старости | Репрезентација Србије у узрасту до 21 године старости | Репрезентација Србије у узрасту до 21 године старости | Репрезентација Србије у узрасту до 21 године старости | Репрезентација Србије у узрасту до 21 године старости | Репрезентација Србије у узрасту до 21 године старости | Репрезентација Србије у узрасту до 21 године старости |
| #                                                     | Датум                                                 | Такмичење                                             | Локација                                              | Домаћин                                               | Резултат                                              | Гост                                                  | Гол                                                   | Реф.                                                  |                                                       |
| ----------------------------------------------------- | ----------------------------------------------------- | ----------------------------------------------------- | ----------------------------------------------------- | ----------------------------------------------------- | ----------------------------------------------------- | ----------------------------------------------------- | ----------------------------------------------------- | ----------------------------------------------------- | ----------------------------------------------------- |
| 1.                                                    | 12. новембар 2021.                                    | Квалификације за Европско првенство                   | Стадион Карађорђе, Нови Сад                           | Србија                                                | 0 : 0                                                 | Фарска Острва                                         |                                                       | [ 20 ]                                                |                                                       |
| 2.                                                    | 16. новембар 2021.                                    | Квалификације за Европско првенство                   | Арена Лавов, Лавов                                    | Украјина                                              | 2 : 1                                                 | Србија                                                |                                                       | [ 21 ]                                                |                                                       |
| 3.                                                    | 2. јун 2022.                                          | Квалификације за Европско првенство                   | Алпски стадион, Гренобл                               | Француска                                             | 2 : 0                                                 | Србија                                                |                                                       | [ 22 ]                                                |                                                       |
| 3                                                     | Укупан број утакмица и постигнутих погодака           | Укупан број утакмица и постигнутих погодака           | Укупан број утакмица и постигнутих погодака           | Укупан број утакмица и постигнутих погодака           | Укупан број утакмица и постигнутих погодака           | Укупан број утакмица и постигнутих погодака           | 0                                                     |                                                       |                                                       |

## Трофеји
Црвена звезда
- Суперлига Србије : 2021/22.[23]
- Куп Србије : 2021/22.[24]